# Chronologie de l'Afghanistan

## XIIesiècle
- 1163 : conquête des derniers territoires Ghaznévides par l’Afghan Ghiyath al-Din Muhammad (en) et prise d’indépendance et mise en place de la dynastie des Ghorides
- 1192 : première conquête musulmane de Dehli par l’Afghan Muhammad Ghûrî

## XIIIesiècle
- 1215 : chute de la dynastie Ghorides et prise de la Perse par les turcs Khwarezmchahs et prise de l’Inde par les turcs de la  Dynastie des esclaves et mise en place du Sultanat de Delhi
- 1290 : coup d’état de l’afghan Jalâl ud-Dîn Fîrûz Khaljî mise en place de la Dynastie des Khaldjî en Inde sur le Sultanat de Delhi

## XIVesiècle
- 1320 : chute de l’empire Khaldji et prise de l’Inde par le turcs Ghiyath al-Din Tughlûq mise en place de la Dynastie des Tughlûq sur le Sultanat de Delhi

## XVesiècle
- 1451 : l’Afghan Bahlul Lodi prend le pouvoir en Inde et met en place la dynastie des Lodi sur le Sultanat de Delhi

## XVIesiècle
- 1526 : chute de l’empire Lodi prise de l’Inde par Babur et mise en place de l'Empire moghol
- 1539 : l’Afghan Sher Shah Suri prend le pouvoir en Inde et met en place l’empire Suri
- 1556 : chute de l’empire Suri prise de l’Inde par l'Empire moghol

## XVIIIesiècle
- 1709 : Rébellion de l’afghan Mirwais Khan Hotak mise en place de la dynastie Hotaki, création de l’Afghanistan moderne.
- 1738 : Chute de l’empire Hotaki prise de l’Afghanistan par le Turkméne Nader Shah Afshar
- 1747 (juin ou juillet) : L'Empire Afghan déclare son indépendance de la dynastie Afcharides.

## XIXesiècle
- 1823 : l’empire Afghan devient l’Émirat d'Afghanistan
- 1823 : Une partie de l'émirat d'Afghanistan est déclarée annexée par le Raj britannique.
- 1834 (Mai) : L'annexion d'une partie de l'émirat d'Afghanistan par les britanniques est reconnue.
- 1839: Début de la Première guerre anglo-afghane .
- 1842: victoire Afghane, retrait des troupes anglaises, fin de la première guerre anglo-afghane.
- 1856 (Octobre) : Occupation d'une partie de l'émirat d'Afghanistan par la Perse.
- 1857 (27 juillet) : Fin de l'occupation d'une partie de l'émirat d'Afghanistan par la Perse.
- 1878: début de la seconde guerre anglo-afghane.
- 1880 : Victoire stratégique britannique. L'émirat d'Afghanistan perd sa politique étrangère, victoire tactique afghane tous les troupes britanniques se retirent d’Afghanistan et l’Afghanistan est indépendant sur sa politique intérieur, fin de la seconde guerre anglo-afghane.
- 1885 : Une partie de l'Émirat  d'Afghanistan est annexée par la Russie.

## XXesiècle
- 1919 (6 mai): Début de la troisième guerre anglo-afghane
- 1919 (8 août): Victoire Afghane, L'Émirat d'Afghanistan proclame son indépendance diplomatique du Royaume-Uni, fin de la troisième guerre anglo-afghane.
- 1921 (22 novembre) : L'indépendance de l'Afghanistan est reconnue par le Royaume-Uni.
- 1926 (9 juin) : L'Émirat d'Afghanistan devient le royaume d'Afghanistan.
- 1973 (17 juillet) : coup d'État du général Daoud Khan, qui dépose le roi Zaher Shah et proclamation de la république.
- 1978 (27 avril) : coup d'État militaire qui amène au pouvoir le P.D.P.A. (communiste) de Nour Mohammad Taraki
- 1978 (30 avril) : La république d'Afghanistan devient la république démocratique d'Afghanistan.
- 1978 (5 décembre) : signature d'un traité d'amitié avec l'Union soviétique
- 1979 (27 mars) : crise au sein du P.D.P.A.: Taraqi éliminé par Hafizullah Amin
- 1979 (27 décembre) : Invasion de l'Afghanistan par les troupes de l'Union soviétique : Hafizullah Amin exécuté, prise du pouvoir par Babrak Karmal, début en mars de la guérilla, guerre de près de dix ans contre l'occupation du pays par l'armée soviétique.
- Janvier 1980: fusion des organisations islamiques  de résistance
- 1986 (4 mai) : Mohammad Najibullah remplace Babrak Karmal
- 1987 (30 novembre) : La république démocratique d'Afghanistan redevient la république d'Afghanistan.
- 1988 (14 avril) : accords de Genève entre soviétique, États-Unis, Afghanistan et Pakistan sur le retrait des troupes soviétiques
- 1989 (15 février) : Retrait définitif des troupes soviétiques.
- 1992 (28 avril) : La république d'Afghanistan devient l'État islamique d'Afghanistan. Guerre d'Afghanistan (1992-1996).
- 1996 (27 septembre) : Coup d'État portant au pouvoir les talibans. Le gouvernement part en exil. Guerre d'Afghanistan (1996-2001)
- 1997 (26 octobre) : L'État islamique d'Afghanistan devient l'émirat islamique d'Afghanistan.

## XXIesiècle
- 2001 (9 septembre) : assassinat de Ahmed Chah Massoud, commandant de l'Alliance du Nord afghane, du Jamiat-e Islami et chef de l'Armée islamique, une armée ayant combattu contre l'occupation soviétique puis le régime des talibans.
- 2001 (7 octobre) : début de la guerre d'Afghanistan, lancée par les États-Unis contre le régime des talibans, qui abrite Oussama ben Laden, le leader du groupe terroriste Al-Qaïda, responsable des attentats du 11 septembre 2001.
- 2001 (13 novembre) : l'émirat islamique d'Afghanistan redevient l'État islamique d'Afghanistan. Fin du gouvernement en exil de l'État islamique d'Afghanistan. Guerre d'Afghanistan (2001-2014)
- 2002 (19 juin) : mise en place d'un gouvernement de transition.
- 2004 (4 janvier) : adoption en Afghanistan d’une Constitution par la Loya Jirga constitutionnelle, sous les auspices du représentant spécial du Secrétaire général des Nations unies, Lakhdar Brahimi. Elle établit une nouvelle république islamique d'Afghanistan et institue un régime présidentiel et un parlement composé d’une assemblée élue au suffrage universel et d’un sénat.
- 2004 (26 janvier) : l'État islamique transitoire d'Afghanistan devient la république islamique d'Afghanistan.
- 2006 (23 mars) : adoption, par le Conseil de sécurité des Nations unies de la résolution 1662 prorogeant le mandat de la Mission d’assistance des Nations unies en Afghanistan pour un an.
- 2006 : le gouvernement afghan propose la candidature d'Hedayat Arsala, ministre du commerce et proche du président Hamid Karzai, dont il est le principal conseiller, pour succéder à Koffi Annan au poste de Secrétaire général de l'ONU.
- 2015 : Conflit entre l'État islamique et les talibans (2015-)
- 2021 : les troupes américaines débutent leur retrait définitif du pays[1]. Devant l'offensive des talibans, qui profitent du retrait américain, différents pays évacuent leurs ressortissants à partir de juillet[2]. Au 15 août, les talibans contrôlent 267 districts sur les 407 du pays ainsi que vingt-six capitales provinciales sur trente-quatre et entrent dans Kaboul, après la fuite d'Ashraf Ghani[3] .
- 2022 (5 septembre) : un séisme d'une magnitude modérée de 5,3 frappe la province de Kounar, faisant au moins 10 morts[4].